# Caelopygus
Genre
Synonymes
- Liarthrodes Mello-Leitão, 1922
- Heterarthrodes Mello-Leitão, 1935

Caelopygus est un genre d'opilions laniatores de la famille des Gonyleptidae.

## Distribution
Les espèces de ce genre sont endémiques de l'État de Rio de Janeiro au Brésil.

## Liste des espèces
Selon World Catalogue of Opiliones (17/08/2021) :
- Caelopygus elegans (Perty, 1833)
- Caelopygus melanocephalus Koch, 1839

## Publication originale
- C. L. Koch, 1839 : Die Arachniden: Getreu nach der Natur abgebildet und beschrieben., vol. 5, p. 1–158 (texte intégral).